# Birdman (rapper)
Bryan Williams (n. 15 februarie 1969, Orleans Parish⁠(d), Louisiana, SUA), cunoscut după numele de scenă Birdman sau Baby, este un rapper american, producător și antreprenor.
Este co-fondator al Cash Money Records și face parte din duo-ul Big Tymers. Pentru cariera lui solo, Birdman a început sa lucreze la un album și la numeroase piese cu Lil Wayne. Birdman și-a făcut numele celebru contribuind la realizarea YMCMB (Young Money Cash Money Billionaires). Potrivit Forbes, are o avere estimată de 160 de milioane de dolari în 2014.

## Cariera

### 1997-2005: Big Tymers
Din 1997 până în 2002, el s-a alăturat DJ-ului Mannie Fresh pentru a forma duo-ul Big Tymers. Big Tymers a debutat în 1998 cu albumul „How Ya Luv That?” și a lansat „I Got That Work” în 2000 și „Hood Rich” în 2002. „I Got That Work” a avut ca hit-uri  "Get Your Roll On" și "#1 Stunna"; Hood Rich a compus single-ul "Still Fly", care a fost nominalizat pentru un premiul Grammy, și "Oh, Yeah!" Big Money Heavyweight în 2003, iar grupul s-a destrămat în anul 2004. Fiul lui, Bryan Williams Jr. s-a născut în 26 februarie 1997 și fiica lui, Bria Williams în 4 martie 1998. Big Tymers despărțit și și-a schimbat numele de la "Baby" la "Birdman".  